# Zygmunt Kłosiński
Zygmunt Kłosiński ps. „Huzar” (ur. 21 maja 1926 w Wilnie, zm. w 2000) – żołnierz Armii Krajowej i podziemia niepodległościowego, publicysta.
Syn zawodowego wojskowego Józefa i Bronisławy z d. Rajło-Wasilewska.

## Okres wojny
Do wybuchu wojny niemiecko-sowieckiej uczył się w Gimnazjum i Liceum im. Zygmunta Augusta. W okresie okupacji niemieckiej był łącznikiem szefa Odcinka Wywiadu Wschód KG AK. Rozwoził meldunki na terenie województwa wileńskiego oraz na Litwę Kowieńską. W lipcu 1942 roku przerwał działalność i do stycznia 1943 roku ukrywał się w Nowogródzkiem.
Po powrocie do Wilna kontynuował naukę na tajnych kompletach oraz działał w „Szarych Szeregach”. W styczniu 1944 roku wstąpił do 3 Brygady AK „Szczerbca”. Służył w zwiadzie konnym, a później w szwadronie kawalerii. 15 maja został odkomenderowany do OR-KO, gdzie pełnił funkcję sekcyjnego w 1 plutonie kawalerii. Od 7 lipca brał udział w walkach o Wilno. 15 lipca towarzyszył gen. „Wilkowi” w jego podróży do Wilna. 17 lipca uniknął rozbrojenia i w grupie kilkunastu żołnierzy AK maszerował w kierunku Warszawy. Nad Niemnem wpadł w ręce Rosjan i został internowany w obozie w Druskiennikach.
W połowie sierpnia uciekł z transportu kolejowego i powrócił do Wilna. W Wilnie zorganizował pluton konspiracyjny. Z początkiem października dołączył do 1 Oddziału Samoobrony Czynnej Ziemi Wileńskiej i objął dowództwo plutonu. 2 lutego 1945 roku walczył pod Rowinami z oddziałem NKWD. 5 lutego jego oddział został rozbity. „Huzar” wrócił pod Wilno. Unikając kolejnych obław, w oddziale „Jura” dotarł w okolice Grodna. W końcu marca 1945 roku, jako Kazimierz Huzarski przedostał się do Białegostoku. Po trzymiesięcznej działalności na tym terenie, zagrożony aresztowaniem, wyjechał do Szczecinka.

## Okres powojenny
Latem 1945 roku wrócił do swego nazwiska. W 1948 roku ukończył Technikum Mechaniczne. W 1952 uzyskał dyplom na Politechnice Gdańskiej. Zagrożony represjami ze strony UB wyjechał na budowę Nowej Huty. Do 1956 roku pracował jako główny mechanik „Mostostalu”. Był dyrektorem Kombinatu Budowy Zakładów Przemysłowych i Komunalnych. Pracował społecznie w Polskim Związku Motorowym. W 1982 roku przeszedł na emeryturę jako inwalida wojenny.
W latach siedemdziesiątych rozpoczął działalność publicystyczną i kronikarsko - historyczną poświęconą dziejom Armii Krajowej na Wileńszczyźnie. Publikował w Polityce, Wojskowym Przeglądzie Historycznym, Polsce Zbrojnej, Wileńskim Przekazie, Gońcu Kresowym. Uzyskał III nagrodę w konkursie Polityki na „Pamiętnik z lat 1944 - 1968”.
Współtworzył Okręg Wilno i Okręg Łódź Światowego Związku Żołnierzy Armii Krajowej. W obu okręgach zasiadał w prezydiach zarządów.

## Awanse
- starszy ułan – zima 1944
- kapral – czerwiec 1944
- plutonowy – styczeń 1945

## Odznaczenia
Pierwotny wykaz orderów i odznaczeń podano za: Danuta Szyksznian Jak dopalał się ogień biwaku. s. 390
wojenne:
- Krzyż Walecznych
- Krzyż Armii Krajowej
- Medal Wojska (czterokrotnie)

cywilne:
- Krzyż Oficerski Orderu Odrodzenia Polski
- Krzyż Kawalerski Orderu Odrodzenia Polski
- Złoty Krzyż Zasługi
- Złota Odznaka PZMot.